# Big Wave〜波に乗れ!ナゴヤの地デジ
Big Wave〜波に乗れ!ナゴヤの地デジ（ビッグウェーブ なみにのれ ナゴヤのちデジ）は、2006年から2010年まで毎年夏に愛知県名古屋市のオアシス21で行われていた、中京広域圏のテレビ局8局（NHK・東海テレビ・中京テレビ・中部日本放送・メ〜テレ・テレビ愛知・三重テレビ・ぎふチャン）による地上デジタル放送推進イベントである。

## 概要
東海地区の地上デジタル放送普及促進を目的としたオアシス21にて行われるイベントに併せて、参加8局のうち在名民放テレビ局5局は関連特別番組も制作・放送する。特別番組は2006年から一貫して地上アナログ放送ではレターボックス形式で放送されている。イベントや関連番組の放送は毎年夏に行われるが、中京広域圏のNHKおよび民放各局の地上デジタル放送推進大使による地上デジタル普及活動は年間を通して行われている。

## イベント日程
- 2006年 - 8月12日・13日
- 2007年 - 7月21日・22日
- 2008年 - 7月12日・13日
- 2009年 - 7月11日・12日
- 2010年 - 7月24日・25日

いずれも土曜日・日曜日にオアシス21銀河の広場で開催。

## 参加放送局
イベント参加および特別番組の制作・放送も行う局（リモコンID順）
- 東海テレビ放送（1ch）
- 中京テレビ放送（4ch）
- 中部日本放送（CBCテレビ）（5ch）
- 名古屋テレビ放送（メ〜テレ）（6ch）
- テレビ愛知（10ch）

イベント参加のみ
- NHK名古屋放送局・岐阜放送局・津放送局（教育2ch/総合3ch）
- 三重テレビ放送（7ch）
- 岐阜放送（ぎふチャン）（8ch）

## 2006年の特別番組
2006年8月12日13:30 - 14:55（JST）には、名古屋の放送局の過去・現在・未来をクイズ形式で振り返るという内容の特別番組『民放5局史上最大のコラボレーション!地デジ夏祭り2006全部見せます!ナゴヤのテレビ"過去" "現在" そして"未来"』が在名民放テレビ局5局で同時生放送された。収録はメ〜テレのスタジオで行われた。

### 出演者

#### 司会
- 関口宏
- 久本雅美

#### アナウンサー
2011年時点で退社もしくはフリーに転向しているアナウンサーを含む。
- 東海テレビ
  - 高井一
  - 清水美紀
- CBCテレビ
  - 小堀勝啓
  - 青木まな
- 中京テレビ
  - 佐藤啓
  - 松岡陽子
- メ〜テレ
  - 浅沼道郎（番組放送以前より大阪支社長に在籍していたが参加）
  - 村瀬寛美
- テレビ愛知
  - 中本克樹
  - 中山美香

#### 過去番組のナレーター
- 宮地佑紀生（愛知県名古屋市出身）
- 矢野きよ実（愛知県名古屋市出身）

#### ゲスト
名古屋のテレビの歴史を振り返るというコンセプトであったので、ゲストは東海3県出身のタレント・俳優が招かれた。番組上で公式に出身地の記載があった為ここでも掲載する。
- 青木さやか（愛知県尾張旭市出身）
- 天野ひろゆき（愛知県岡崎市出身）
- 磯野貴理子（現：磯野貴理）（三重県度会郡南伊勢町出身）
- 江川達也（愛知県名古屋市出身）
- 小倉久寛（三重県度会郡大紀町出身）
- 川島なお美（愛知県名古屋市出身）
- 熊田曜子（岐阜県岐阜市出身）
- スピードワゴン
  - 井戸田潤（愛知県小牧市出身）
  - 小沢一敬（愛知県知多市出身）
- 兵藤ゆき（愛知県名古屋市出身）
- 細川茂樹（岐阜県大垣市出身）
- 水野裕子（愛知県一宮市出身）

### 放送内容
- 名古屋の民間放送局5局が、2011年の完全地上デジタル放送化を記念し、全局同時生放送を行った。
  - なお、名古屋地方にて各局が同一番組生放送を行うのは1989年の『名古屋デザイン博』の宣伝番組以来となる。
- 全編ハイビジョン制作。4:3比率の過去の映像紹介時には左右両端に各局のキャラクターを当て込んだサイドパネルを表示していた。アナログ放送でも16:9レターボックス形式にて放送していたので額縁現象が発生したものの、このサイドパネルを見ることができた。
- 各放送局のローカル番組出演者が他局のローカル番組に出演し、その模様を題材にした視聴者参加型クイズが行われた（参加には携帯電話を使用）。正解者には抽選で、地上デジタル放送対応テレビが贈られた。なお、「ぐっさん家」など当時4:3標準画質で制作していた番組でもこの回のみハイビジョンで制作していた。（2011年現在継続中の番組は全てハイビジョンで制作されている。）
  - ぐっさん家〜THE GOODSUN HOUSE〜（東海テレビ） - 『そこが知りたい 特捜!板東リサーチ』の板東英二が出演。
  - そこが知りたい 特捜!板東リサーチ（CBCテレビ） - 『ウドちゃんの旅してゴメン』のウド鈴木が出演。
  - ウドちゃんの旅してゴメン（メ〜テレ） - 『PS』の高田純次が出演。
  - PS（中京テレビ） - 『遊びに行こっ!』の三倉茉奈・三倉佳奈が出演。
  - 遊びに行こっ!（テレビ愛知） - 『ぐっさん家〜THE GOODSUN HOUSE〜』の山口智充が出演。
- CBCテレビの看板長寿番組であった『天才クイズ』の初代博士が、この放送の中でCG画面によって登場。博士役の声優も、当時の鎌田吉三郎が担当。このコーナーのためだけに朝6時にスタジオ入りしていたらしい。博士が出題する名古屋城に関する問題を、ゲストの磯野貴理子と小倉久寛が解答した。正解した小倉には、当時の天才賞にあたる天体望遠鏡がプレゼントされた。そして、最後に久本に対し「博士が元気なうちにいい人を見つけてくれたまえ」と結婚するよう言い放った後、去っていった。
- 『PS』出演者4名（高田純次・柴田理恵・加藤晴彦・モンキッキー）の激辛青唐辛子入り餃子を食べた人を当てるコーナー（VTR）があった。スタジオでは青唐辛子入りの餃子を食べた時のリアクションのヒントとして、熊田曜子と水野裕子が挑戦した。水野はVTRで高田純次が餃子ではなくお絞りを食べるボケを真似して久本にど突かれていた。
- 無名時代の青木さやか・磯野貴理子・久本雅美が出演していたテレビ番組のシーンが放送された。
- 未来のテレビを紹介するコーナーでは、鉄拳の未来のテレビに関するショートコントや、現在韓国で実際に導入されているワンセグ携帯の紹介などが行われた。

## 2007年の特別番組
2007年は7月21日に在名民放5局が12:00からリレー形式で各1時間の特別番組（いずれも収録番組）を放送した。

### 放送リスト
放送時間はいずれもJST
- 12:00 - 13:00：メ〜テレ『テスト・ザ・ナゴヤ』
  - 出演 - 天野ひろゆき ほか
- 13:00 - 14:00：CBCテレビ『ラスト 3DAYS』
  - 出演 - 板東英二、渡辺正行
- 14:00 - 15:00：テレビ愛知『マンガが世界につたえたモノ』
  - 出演 - 藤崎奈々子、水木一郎 ほか
- 15:00 - 16:00：東海テレビ『轍〜わだち〜 オレの背中を見ろ!』
  - ナレーター - YOU
- 16:00 - 17:00：中京テレビ『高田純次の今、逢いに行きます!』
  - 出演 - 高田純次

## 2008年の特別番組
2008年は7月第1週・第2週の土曜・日曜を通して在名民放5局がそれぞれ1時間の特別番組（生放送番組と収録番組があり）を放送した。データ放送やワンセグとの連動企画を取り入れた番組もある。

### 放送リスト
放送時間はいずれもJST
- 7月5日
  - メ〜テレ『私たち幸せになります!「三人娘開運の旅!」満載!夏の飛騨高山』（14:00 - 15:00）
    - 出演 - 光浦靖子（オアシズ）、黒沢かずこ（森三中）、くわばたりえ（クワバタオハラ）
- 7月6日
  - テレビ愛知『夢は世界遺産!』（10:30 - 11:30）
    - ドキュメンタリー番組
- 7月12日
  - 中京テレビ『名古屋的美人図鑑〜NAGOYAモデル大集合スペシャル〜』（13:30 - 14:30）
    - 司会 - マリエ、我妻絵美（中京テレビアナウンサー）
    - ゲスト - 東貴博、モンキッキー、内山信二、スピードワゴン、在名各局地デジ推進大使、ザ・たっち（地デジ推進特別大使）
    - オアシス21のイベント会場からの生中継。

  - 東海テレビ『双方向クイズ・スラッシュQ 地デジ大使対抗・BigWave2008スペシャル』（15:25 - 16:25）
    - 司会 - 中村豪（やるせなす）、川村ゆきえ
    - 進行 - 平野裕加里
    - 解答者 - 在名各局地デジ推進大使
    - 『ぴーかんテレビ』の人気企画「スラッシュQ」の特別番組。生放送。
- 7月13日
  - CBCテレビ『在名5局共同地デジ推進企画BigWave2008 プロ野球 中日×ヤクルト』（13:54 - 14:54）
    - プロ野球デーゲーム中継
    - 中継自体は17:00までの放送だったが、冒頭1時間がBigWave関連番組としての放送だった。

## 2009年の特別番組
2009年は7月11日13:30 - 14:55（JST）に特別番組『シアワセ地デジ配達人』を在名民放5局が同時放送した。民放5局の同時放送による特番は2006年以来となるが、今回は収録番組になった。レポーター陣はいずれも在名民放各局でレギュラー番組を持つタレントが出演。各レポーターがいろいろな街を訪れ、地デジの普及に一役買う模様を放送した。収録は中京テレビのBスタジオで行われた（その関係で同年11月28日25:32 - 26:57に中京テレビで再放送されている）。

### 出演者
司会
- 久本雅美

レポーター
- 板東英二 - CBCテレビ『そこが知りたい 特捜!板東リサーチ』より
- 石原良純 - 東海テレビ『発見!わくわくMY TOWN』より
- ウド鈴木 - メ〜テレ『ウドちゃんの旅してゴメン』より
- ゴリ - 中京テレビ『ゴリ夢中』より
- 蛍原徹 - テレビ愛知『遊びに行こっ!〜旅するTV〜ホトチャンネル』より。VTRのみの出演

## 2010年の特別番組
2010年は7月24日13:30 - 14:55（JST）に特別番組『地デジでシアワセ!』を、前年に引き続き在名民放5局が同時放送した。2年連続で同時放送による特番になったが、今回も収録番組で、番組コンセプトは前年とほぼ同じである。収録は東海テレビのスタジオで行われた。

### 出演者
司会
- 久本雅美

レポーター
※印はVTRのみの出演
- 石原良純 - 東海テレビ『発見!わくわくMY TOWN』より
- ゴリ - 中京テレビ『ゴリ夢中』より
- 板東英二、久本朋子※ - CBCテレビ『そこが知りたい 特捜!板東リサーチ』より
- 山崎弘也、ロバート※ - メ〜テレ『アクセる★ビリー!』より
- 蛍原徹 - テレビ愛知『遊びに行こっ!〜旅するTV〜ホトチャンネル』より

アシスタント
- SKE48

## 備考
- オアシス21でのイベントでは、2007年より毎年HOME MADE 家族がキャンペーンソングをお披露目している。
- 2009年は中京テレビ『幸せの黄色い仔犬』でイベント会場からの生中継も行われた。2010年は同番組に加えCBC『なるほどプレゼンター!花咲かタイムズ』でも生中継が行われた。
- 2009年および2010年の特別番組はイベント会場でも大型スクリーンで同時放送された（提供クレジット・CMはカット）。